# Бусоли (Пистоја)
Бусоли је насеље у Италији у округу Пистоја, региону Тоскана.
Према процени из 2011. у насељу је живело 58 становника. Насеље се налази на надморској висини од 31 м.